# Gary Chapman (autor)
Gary Chapman (China Grove, Carolina del Norte; 10 de enero de 1938) es un  pastor bautista, consejero matrimonial y escritor estadounidense.

## Biografía
Chapman nació el 10 de enero de 1938 en China Grove (Carolina del Norte). Estudió teología en el Instituto Bíblico Moody y obtuvo un bachiller universitario en letras y Máster en antropología de Wheaton College y en la Universidad de Wake Forest. También obtuvo una maestría en educación religiosa y un PhD en educación de adultos del Seminario Teológico Bautista del Suroeste. Mientras él está a punto de irse como misionero en Nigeria, su esposa cae enferma. Decide quedarse en los Estados Unidos y se convierte en profesor en la Universidad Estatal de Winston-Salem Winston-Salem.

### Ministerio
Además de su puesto en Winston-Salem State University, se convirtió en pastor en 1971, en Winston-Salem Calvary Baptist Church en Carolina del Norte. Como consejero matrimonial, imparte conferencias en diferentes ciudades, organiza seminarios sobre el tema del matrimonio y las relaciones, y presenta el programa de radio "A Love Language Minute". También es director de Marriage and Family Life Consultants Inc., una organización dedicada al bienestar de la familia y la pareja. En 1992, escribió "Los 5 lenguajes del amor", que se convertirá en best-seller, se vende en 11 millones de copias y se traduce a 50 idiomas.